# Алексей Алексеевич
Алексе́й Алексе́евич (5 (15) февраля 1654 — 17 (27) января 1670) — царевич, второй сын царя Алексея Михайловича и царицы Марии Ильиничны Милославской (после умершего в младенчестве Дмитрия), наследник российского царского престола.

## Биография
Получил то же имя «Алексей», что и его отец, однако их тезоименитные святые были различны.
Среди учителей царевича был Симеон Полоцкий, преподававший Алексею латинский и польский языки; царевич изучал также славянскую грамматику, арифметику и философию. Для него из-за границы выписывались книги и так называемые «детские потехи» (развивающие игрушки). Отличался, по отзыву современников, большими способностями к учению, хорошей памятью и любознательностью.
На время отсутствия царя в столице (в том числе пребывания в действующей армии) считался временным правителем Российского государства; в этот период официальные грамоты издавались от его имени.
Считался кандидатом на польский престол; планировался его брак с племянницей короля Яна II Казимира, переговоры об этом велись через боярина Матвеева. Алексей Алексеевич и лично выступил перед польскими послами, которые отметили его хорошее владение латынью и польским.
31 августа (10 сентября) 1656 года появилась царская «грамота», извещавшая должностных лиц, что отныне царскородный сын должен упоминаться во всех официальных бумагах как «Великий Государь, Царевич и Великий князь Алексей Алексеевич». К тому времени «Великому Государю» ещё не исполнилось и трёх лет. В 1667 году торжественно и официально Алексей Алексеевич был представлен народу как будущий Государь. В этой связи в царской грамоте говорилось: «По милости всемогущего в Троице Славимого Бога, изволили Мы, Великий Государь, нашего Царского Величества сына благоверного Царевича и Великого князя Алексея Алексеевича объявить в народ, и для той Нашей Государевой и всемирной радости, пожаловали Мы, Великий Государь, бояр и окольничих, и думных людей, и дворян московских, и жильцов, и дворян и детей боярских городовых, велели к прежним окладам чинить придачи по указанным статьям». Далее шло перечисление, кому и сколько полагается получение денег по «царской милости».

## Смерть и погребение
Скончался внезапно, не дожив немного до шестнадцати лет.
В царском извещении говорилось. «В нынешнем 1670 году, января 17 числа, в 7 часу дня, во второй четверти часа, в понедельник, изволением Всесильного Господа Бога, Великого Государя, Царя и Великого Князя Алексея Михайловича, всея Великой и Малой и Белой Руси Самодержца, благоцветущая отрасль, сын Его Государев, Благоверный Государь, Царевич и Великий Князь Алексей Алексеевич всея Великой и Малой и Белой Руси, от жития своего отыде, и переселился в вечное блаженство Небесного Царствия, от рождения своего в 16 лето».
Погребён в Архангельском соборе патриархом Иоасафом II и присутствовавшими в Москве восточными патриархами.
После кончины Алексея наследником престола стал следующий по старшинству брат, Фёдор.

Надпись на надгробии: «Лета 7178 генваря в 17 день на память преподобнаго и богоноснаго отца нашего Антония Великого в понедельник в шестом часу того дни преставися раб божий благовернаго великаго государя великаго князя Алексея Михайловича всея великия и малыя и белыя Руси самодержца и благоверныя государыни царицы и великия княгини Марьи Ильиничны сын благоверный государь царевич и великий князь Алексей Алексеевич всея великия и малыя и белыя Росии и погребён на сем месте генваря в 18 день».

## Самозванцы
Его имя стало лозунгом восстания Степана Разина; разинцы объявили, что царевич не умер, а бежал к ним от происков бояр-изменников. Примерно в августе 1670 года появился первый лже-Алексей, о настоящем происхождении которого ничего не известно. Сторонники Разина называли этого самозванца «Нечай» («нежданный») и использовали это слово в качестве боевого клича. В дальнейшем, уже на закате восстания Разина, в августе 1671 года появился второй лже-Алексей, который на самом деле был дворянским сыном Иваном Клеопиным, страдающий безумием.